# زلمی رسول
زلمَی رسول (متولد ۱۳۳۲ در کابل) سیاستمدار اهل افغانستان است. وی وزیر اسبق وزارتخانه‌های خارجه و حمل و نقل و هوانوردی ملکی و مشاور امنیت ملی افغانستان بود. زلمی رسول را به عنوان یکی از نزدیکان حامد کرزی می‌شناسند. و تاکنون دو بار خود را برای انتخابات ریاست‌جمهوری در سال‌های ۱۳۹۳ و ۱۳۹۸ نامزد کرده‌است.

## زندگی‌نامه
زلمی رسول زادۀ ۱۳۳۲ خورشیدی از شهر کابل است. پدر وی عبدالقیوم رسول نام داشت و مادرش فرخ بیگم دختر امیر حبیب‌الله خان (پادشاه افغانستان از ۱۹۰۱ تا ۱۹۱۹) بود. زلمی پس از فراغت از لیسهٔ عالی استقلال کابل برای فراگیری تحصیلات عالی عازم شهر پاریس شد تا تحصیلات خود را در رشتهٔ پزشکی در این کشور به پایان رساند. رسول در دوران جنگ داخلی افغانستان از هواداران ظاهرشاه بود و به عنوان رئیس دفتر ظاهرشاه در اجلاس بن برای تعیین آیندۀ افغانستان پس از سقوط طالبان شرکت داشت. او تاکنون ازدواج نکرده و فرزندی ندارد. زلمی رسول از پشتون‌های درانی و از قبیلهٔ محمدزی است. رسول، به زبان‌های فارسی، پشتو، فرانسه، انگلیسی و ایتالیایی صحبت می‌تواند و با زبان عربی هم آشنایی دارد.

## انتخابات ریاست‌جمهوری ۱۳۹۳
وی در سال ۱۳۹۲ برای شرکت در انتخابات ریاست جمهوری ۱۳۹۳ افغانستان از مقام وزارت امور خارجه استعفا داد. احمدضیا مسعود به عنوان معاون اول و حبیبه سرابی به عنوان والی بامیان بحیث معاون دوم در این رقابت وی را همراهی کردند. قیوم کرزی برادر رئیس‌جمهور، عبدرحیم وردک و محمد نادر نعیم پیش از برگزاری انتخابات به نفع رسول از رقابت کنار رفتند. بر اساس نتایج ابتدایی وی با دریافت ۱۱٫۵٪ از از کل آرا در رتبه سوم قرار گرفت. رسول که از حمایت بزرگان پشتوهای درانی برخوردار بود بیشترین رای خود را در ولایت قندهار به دست آورده و با ۵۲٪ در رتبه اول این ولایت قرار گرفت.

## انتخابات ریاست‌جمهوری ۱۳۹۸
زلمی رسول به همراه عبدالجبار تقوا (معاون اول) و خان محمد وحدت (معاون دوم) خود را برای انتخابات ریاست‌جمهوری ۱۳۹۸ نامزد کرد.